# Ольгіна Ольга Миколаївна
Ольгіна Ольга Миколаївна (1867, Київ — 1925, Вільно, тепер Вільнюс) — російська оперна співачка (драматичне сопрано).
Дошлюбне прізвище — Степанова. Ольгіна — сценічний псевдонім, виступала також під прізвищем чоловіка-поляка, генерала російської армії Фелікса Юзефовича.
Співу навчалася у В. Полянської в Санкт-Петербурзі. У 1887–1888 роках співала в Тифлісі. У 1889–1894 і в 1896 роках (в деяких джерелах до 1901) солістка Маріїнського театру. Виступала в міланському театрі «Ла Скала» (1894), лондонському театрі «Ковент-Гарден», в Києві (1896), Казані і Саратові (24 листопада 1896 — січень 1897), Ярославлі (1900), Пермі (1904), Варшаві.
Її партнерами були: Дж. Ансельмі, М. Баттістіні, М. Васильєв, М. Долина, М. Корякін, І. Мельников, А. Мишуга, М. Славіна, Ф. Стравинський. Дирижери, з якими виступала: С. П. Барбіні, Е. А. Крушевський, К. А. Кучера, Е. Ф. Направник.
Її талант високо цінував М. Римський-Корсаков.
З 1920 року жила у Вільно, де і померла. Мати оперної співачки і педагога вокалу, яка виступала також під ім'ям Ольги Ольгіної (1904—1979).